# Garden City (Missouri)
Garden City is een plaats (city) in de Amerikaanse staat Missouri en valt bestuurlijk gezien onder Cass County.

## Demografie
Bij de volkstelling in 2000 werd het aantal inwoners vastgesteld op 1500.
In 2006 is het aantal inwoners door het United States Census Bureau geschat op 1667, een stijging van 167 (11,1%).

## Geografie
Volgens het United States Census Bureau beslaat de plaats een oppervlakte van
4,5 km², geheel bestaande uit land. Garden City ligt op ongeveer 281 m boven zeeniveau.

## Plaatsen in de nabije omgeving
De onderstaande figuur toont nabijgelegen plaatsen in een straal van 20 km rond Garden City.